# مايونيز

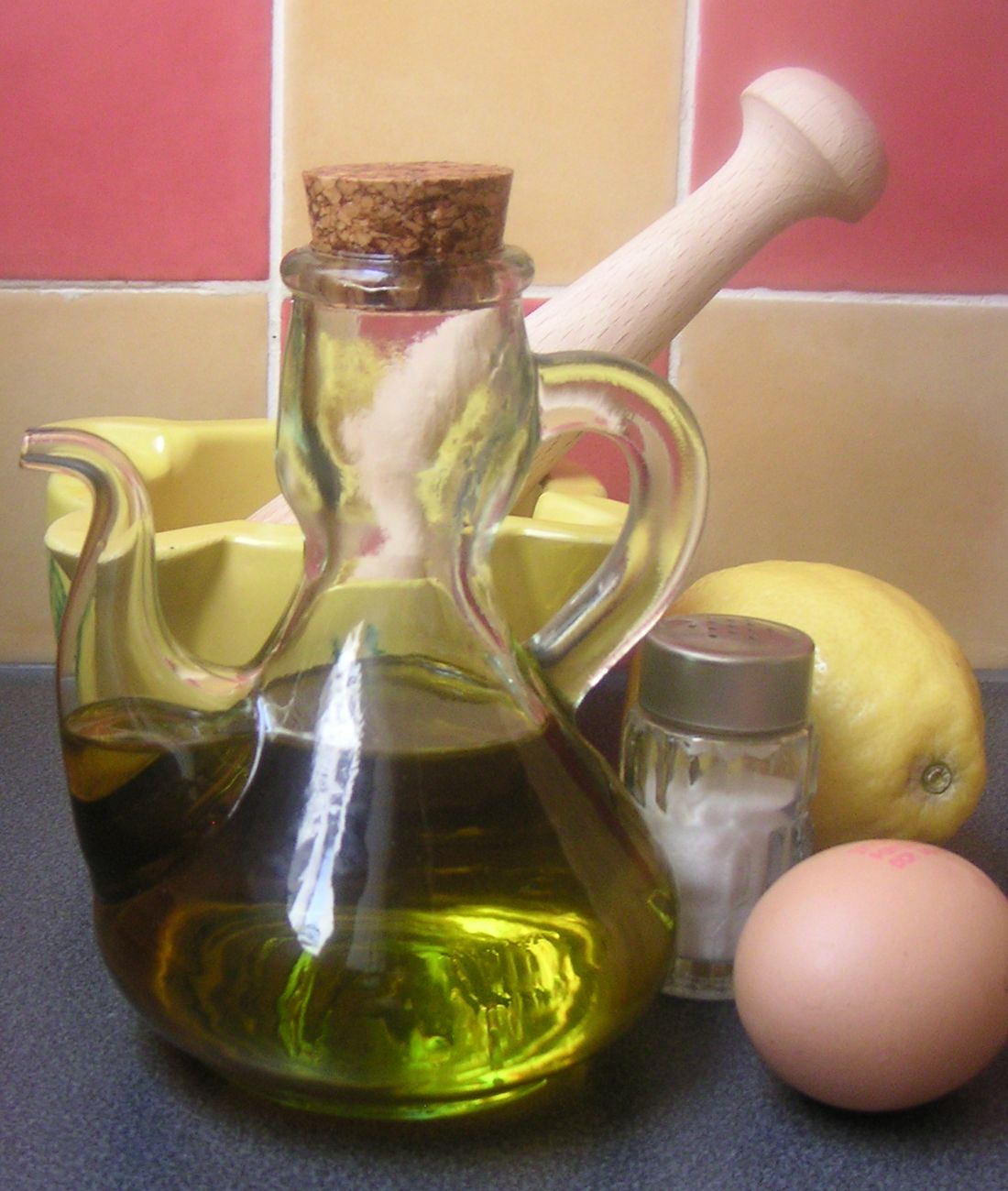
المقادير الأساسية اللازمة لتحضير المايونيز

المقادير

مايونيز أو المَيونِيز أو المَهُونِيّ (نسبة إلى مَهُون قرب ميورقة) (بالإنجليزية: Mayonnaise)‏ نوع من أنواع الصلصات تؤكل بإضافتها للشطائر أو الهمبرغر، تغمس بها البطاطس المقلية أو تضاف إلى بعض أنواع السلطة مثل الكولسلو. ويعتبر المايونيز مادة أولية لصلصات أخرى عديدة.
يتكون من صفار البيض، الزيت والحامض (عصير الليمون أو الخل). ويختلف لون المايونيز بحسب طريقة التحضير من أبيض إلى أصفر باهت وقوامه كريمي متماسك عموماً.

## التحضير

### المكونات والتحضير
تعود أقدم وصفات المايونيز إلى أوائل القرن التاسع عشر ورغم تعدد طرق التحضير واختلافها إلّا أنها تتفق كلها على المكونات الثلاثة الأساسية؛ صفار البيض والزيت والخل. يتم تحضير المايونيز بإضافة الزيت تدريجياً وببطء إلى وعاء يحوي صفار البيض أثناء خفقها بشكل جيد باستخدام مضرب يدوي أو ألياً في الخلاط حتى تتوزع قطيرات الزيت بشكل متجانس في المزيج ليتشكل مستحلب من الزيت والماء، تلعب البروتينات والليسيثين دور عوامل استحلاب وتكسب المايونيز قوامه المتجانس. يمكن تعزيز هذه الخاصية عبر إضافة الخردل حيث أنه يحوي على الليسيثين أيضاً. تؤدي إضافة الخل إلى استحلاب المزيد من الزيت.

#### بدائل خالية من البيض
تتوافر للأشخاص الذين يتبعون حميات غذائية خاصة كالنباتيين أو الذين يمتلكون حساسية تجاه البيض بدائل عن المايونيز لا يستخدم في تحضيرها البيض وإنما الصويا أو بقوليات أخرى لتساعد في استحلاب الزيوت.

## تاريخ
قبل ظهور الصلصة المسماة بالمايونيز في كتب الطبخ الفرنسية في القرن الثامن عشر، كانت توجد عدة من الصلصات المماثلة في إسبانيا وفرنسا.
في عام 1750، نشر فرانسيسك روجر جوميلا، وصفة لصلصة مشابهة للمايونيز في Art de la Cuina يسمي الصلصة أيولي بو. [بحاجة لمصدر] تظهر الوصفات السابقة لصلصات مستحلب مماثلة، عادة ما تكون تحوي على الثوم، في عدد من كتب الوصفات الإسبانية، والتي يعود تاريخها إلى القرن الرابع عشر Llibre de Sent Soví ، حيث يطلق عليها all-i-oli ، وتعني حرفياً «الثوم والزيت» في الكاتالونية. انتشرت هذه الصلصة بوضوح في جميع أنحاء تاج أراغون، حيث Juan de Altamiras وصفة لها في كتابه الشهير للوصفات عام 1745 (New Art of Cooking)
في 18 أبريل 1756، غزا Duke of Richelieu واستولى على ميناء mahon. تنص إحدى النظريات على أن صلصة أيولي بو تم تبنيها بعد ذلك من قبل طباخ Duke of Richelieu ، الذي جعل الصلصة مشهورة في البلاط الفرنسي عند عودته إلى فرنسا. في تلك المرحلة، أصبحت الصلصة تعرف باسم الماهونيز (مما يدل على أنها سميت على اسم مدينة ماهون). نشأ عدد من الأساطيرتجرب دوق ريشيليو الصلصة لأول مرة، بما في ذلك اكتشافه للصلصة في نزل محلي في ماهون حيث يُزعم أنه طلب من صاحب الفندق إعداد بعض العشاء له أثناء حصار ماهون، وحتى أنه اخترعها بنفسه لتزيين سريع.
يبدو أن الصلصات الأخرى المشابهة للمايونيز كانت موجودة في فرنسا قبل غزو ماهون بواسطة ريشيليو. في كتاب نُشر عام 1742، قدم فرانسوا مارين وصفة لصلصة قريبة من المايونيز الحديث، ومستوحاة من صلصة ريمولايد، ومن أيولي.
تم توثيق كلمة «مايونيز» باللغة الإنجليزية عام 1815.

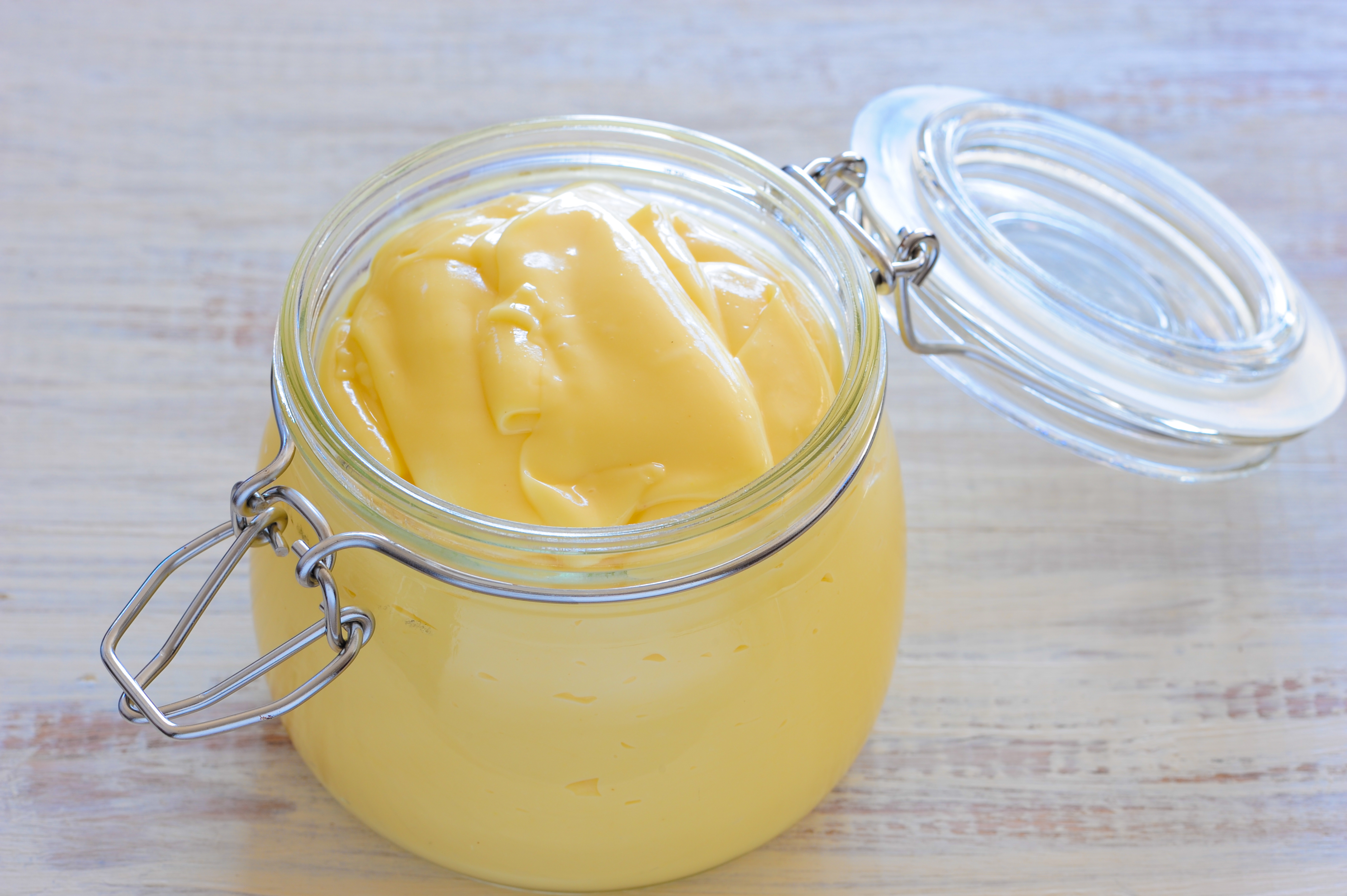
المايونيز

كتب Auguste Escoffier أن المايونيز كان الصلصة الأم للصلصات الباردة، تمامًا مثل إسبانيول أو فيلوتي.

## المعلومات الغذائية
يتكون المايونيز عادة من:
- 80% زيوت نباتية، غالباً زيت الصويا أو زيت الزيتون.
- حوالي 7% إلى 8% ماء و 6% صفار البيض وأحياناً يستخدم البيض كاملاً مع البياض
- بالإضافة إلى 4% خل، 1% ملح و 1% سكر[9]

تختلف الوصفات منخفضة الدسم باحتوائها كمية أقل من الزيت، 50% تقريباً وكميات أكبر من الماء والخل، مع إضافة عوامل مستحلبة إضافية لتحسين القوام والتماسك.
تحتوي كل أونصة (تقريبا 28 غرام) من المايونيز، على التالي من العناصر الغذائية:
- السعرات الحرارية: 203 سعرة
- الدهون الكليّة: 22.3 غ
- الدهون المشبعة: 3 غ
- الكولسترول: 10 ملغ
- الصوديوم: 182 ملغ[11]

## السلمونيلا
يترافق تناول المايونيز بنسب مرتفعة من الإصابة بالسلمونيلا، سواءاً أكان محضراً في المنزل أم كان منتجاً تجارياً في المتجر أو المطعم. ويعود ذلك إلى ظروف التخزين والحفظ غير الملائمة للبيض النيء المستخدم في تحضير المايونيز وقلة حموضة الوسط حيث يكون هناك ارتفاع في درجة ph المادة فوق الحد 4.1.